# كوران (دودانغة)
کوران (بالفارسية: کورن) هي منطقة سكنية تقع في إيران في قسم دودانغة الریفي. يقدر عدد سكانها بـ 524 نسمة.